# أكمية ملينونية
أكمية ملينونية (الاسم العلمي: Aechmea melinonii) هو نوع نباتي يتبع جنس الأكمية من فصيلة البروميلية.